# Аристарх Солунски
Аристарх Солунски (грч. Αρισταρχος ο Θεσσαλονικευς) био је један од Седамдесеторице апостола и епископ у Апамији Сиријској и Солуну.
Родом је био из Солуна. Био је један од оних ученика Исуса Христа, које је он још пре своје смрти на крсту и васкрсења послао да шире јеванђеље (Лук 10:1-24). Његово име се често помиње апостол Павле у Делима апостолским (Дела Ап. 19, 29) и својима посланицама Колошанима (Колош. 4, 10) Филимону (Филим. 23).

У Посланици Колошанима апостол Павле пише: 
поздравља вас Аристарх који је са мном у сужанству
. А у Посланици Филимону назива Павле Аристарха помагачем својим, заједно са Марком, Димасом и Луком.
Умро је око 67. године у Риму.
Православна црква слави Светог Аритарха 15. априла по јулијанском календару заједно са осталом седамдесеторицом апостола.